# Болл, Филип
Филип Болл (англ. Philip Charles Ball; род. 30 октября 1962[…], Ньюпорт, Юго-Восточная Англия) — британский литератор, популяризатор науки, в особенности физики, научный журналист; являлся редактором журнала Nature (1988—2000), с которым сотрудничал более 20 лет. Доктор философии (1988), феллоу Королевского химического общества. Автор многих научно-популярных книг. Продолжает сотрудничать с Nature, также писал для New Scientist, New York Times, Guardian, Financial Times, New Statesman. Редактор журнала Prospect (Prospect (magazine)), для которого ведет научный блог. Колумнист Chemistry World, Nature Materials и итальянского научного журнала Sapere. Выступал на радио и телевидении, является ведущим программы «Научные истории» на BBC Radio 4. Входит в редсоветы Chemistry World и Interdiscipinary Science Reviews.
Окончил Оксфорд (бакалавр химии с первоклассным отличием, 1983). Степень доктора философии по физике получил в Бристольском университете. Лауреат Institute of Physics Kelvin Award (2019). Удостоился почетных степеней от Бристольского университета и Юнион-колледжа (штат Нью-Йорк). Живет в Лондоне. Сотрудник кафедры химии Университетского колледжа Лондона.